# Sphinx dollii
Sphinx dollii ist ein Schmetterling (Nachtfalter) aus der Familie der Schwärmer (Sphingidae). Die Art bewohnt Teile des Südwestens und Westens der USA.

## Merkmale
Die Falter haben eine Vorderflügellänge von nur 22 bis 29 Millimetern und sind damit die kleinste Art der Gattung Sphinx. Bereits die Größe unterscheidet die Art von allen übrigen Arten der Gattung mit Ausnahme von Sphinx sequoiae. Meistens sind die Vorderflügel auf der Oberseite grau mit einem braunen Farbstich. Bei der ähnlichen Art ist dieser stattdessen bläulich. Die ähnliche Art ist zudem auf den Vorderflügeln weniger stark gemustert. Diagonal über die Flügel verläuft von der Basis bis zur Flügelspitze eine schwarze Linie, die bei der ähnlichen Art unterbrochen und weniger entwickelt ist. Am Thorax verlaufen bei Sphinx dollii zwei Paar Längslinien, die nicht selten zu einem breiten dunklen Band verschmelzen. Bei der ähnlichen Art ist nur ein feines Paar schwarzer Linien ausgebildet. Die Art ist variabel. Im Norden, beispielsweise in Colorado, sind die Vorderflügel der Falter deutlich gemustert. Die Subterminallinie ist gut zu erkennen und der Bereich von ihr bis zur Basis ist fast weiß. In Arizona sind die Falter auf den Vorderflügeln weniger stark gemustert und auch die Subterminallinie ist deutlich zurückgebildet. Auch das Weiß im Basalbereich ist nur schwach ausgebildet. In den Bergen von New Mexico und dem Süden Arizonas sind die Vorderflügel der Tiere nahezu einfarbig blaugrau und die Subterminallinie ist fast nicht zu erkennen.
Die Raupen sehen denen von Sphinx sequoiae ähnlich. Sie haben eine kräftig grüne Grundfarbe und sind mit einer Reihe weißer Punkte auf jedem Körpersegment versehen. Dadurch sind sie an den jungen Trieben der Nahrungspflanzen perfekt getarnt. Anders als bei der ähnlichen Art fehlen die braunen Flecken am Rücken zumindest bei manchen Individuen und die braune Fleckenreihe unterhalb der Stigmen ist stark zurückgebildet.
Die Puppe besitzt als einzige Art der Gattung eine komplett verwachsene Rüsselscheide. Auch ihre Farbe unterscheidet sich deutlich von den übrigen Arten. Sie ist schwarz und hat zwei Paare breiter, weinrotee Längsstreifen, die oberhalb und unterhalb der Stigmen entlang des Hinterleibs verlaufen. Durch diese Merkmale ist die Puppe unverkennbar.

## Vorkommen
Die Art ist vom Südwesten der Vereinigten Staaten nördlich über die Rocky Mountains bis in den äußersten Südosten von Idaho verbreitet. Sie ist auch aus dem Hügelland Zentraltexas' und der Texas Panhandle nachgewiesen. Es gibt einen Nachweis aus dem Osten von San Bernardino County in Kalifornien, entlang der Grenze zu Nevada und Arizona.
Sphinx dollii tritt lokal häufig in den mittleren Höhen der Wacholder- und Kiefernzone im Südwesten der Vereinigten Staaten und in den Ausläufern der Rocky Mountains auf.

## Lebensweise
Die Lebensweise der Art ist kaum erforscht. Die Falter fliegen häufig Lichtquellen an.

### Flug- und Raupenzeiten
Die Falter fliegen im Norden von Anfang Juni, im Süden von Mitte Juli bis Anfang August, vermutlich in einer Generation.

### Nahrung der Raupen
Die Raupen sind bisher nur an Alligator-Wacholder (Juniperus deppeana) nachgewiesen, wobei auf Grund ihrer Verbreitung erwiesen ist, dass auch andere, bisher noch nicht als Nahrungspflanzen dokumentierte Wacholderarten gefressen werden müssen.

## Entwicklung
Wie die Weibchen ihre Eier ablegen, ist unbekannt, wobei als sicher gilt, dass sie einzeln abgelegt werden. Bei drei in Gefangenschaft aufgezogenen Raupen erfolgte die Entwicklung sehr langsam. Die Tiere benötigten für die letzten beiden Stadien mindestens zwei Wochen. Die Verpuppung ist nur aus der Aufzucht dieser drei Tiere dokumentiert. Die Raupe gräbt zur Verpuppung eine Kammer knapp unter der Erdoberfläche.